# Haut lieu tectonique suisse Sardona
Le Haut lieu tectonique suisse Sardona est un site naturel situé en Suisse, autour du Piz Sardona, inscrit au patrimoine mondial de l'UNESCO depuis 2008.